# Эвергем
Эвергем (нидерл. Evergem) — бельгийская коммуна в Восточной Фландрии. На 1 января 2010 года в Эвергеме жило 33 112 человек, площадь коммуны — 75,04 км², плотность — 440 человек на квадратный километр. Город-побратим —  Сталёва-Воля.